# يوري بالكوفيتش
يوري بالكوفيتش (بالسلوفينية: Jure Balkovec)‏ (9 سبتمبر 1994 بنوفو ميتسو في سلوفينيا - ) هو لاعب كرة قدم سلوفيني في مركز الظهير. شارك مع منتخب سلوفينيا تحت 19 سنة لكرة القدم ومنتخب سلوفينيا تحت 21 سنة لكرة القدم. أما مع النوادي، فقد لعب مع نادي دومجاله وNK Krka ‏ وNK Radomlje ‏ وNK Bela Krajina ‏.

## روابط خارجية
- يوري بالكوفيتش على موقع الاتحاد الدولي (مؤرشف)  (الإنجليزية)
- يوري بالكوفيتش على موقع الاتحاد الأوربي (الإنجليزية)
- يوري بالكوفيتش على موقع اتحاد تركيا (لاعب) (الإنجليزية)
- يوري بالكوفيتش على موقع قاعدة بيانات كرة القدم.إي يو (الإنجليزية)
- يوري بالكوفيتش على موقع ناشيونال فوتبول تيمز (الإنجليزية)
- يوري بالكوفيتش على موقع Soccerway.com (الإنجليزية)
- يوري بالكوفيتش على موقع عالم كرة القدم.نت (الإنجليزية)